# 波中猪
波中猪是一个家猪品种，1816年形成于美国俄亥俄州的迈阿密谷。波中猪是美国最古老的品种之一。波中猪在相同日龄的条件下，体重超过了其它各类猪种。
波中猪起源于包括巴克夏猪和汉普夏猪在内的大量不同猪种，很难分清到底波中猪起源于哪个或哪些猪。在迈阿密谷的定居者来自不同的地方，也带来了大量不同的猪种。
典型的波中猪为黑色，偶尔会有白斑。波中猪在美国每头母猪每年产肉量中排名第一。